# Обри Эдвардс
Бриттани Оберт (англ. Brittany Aubert, род. 9 марта 1987), более известная под именем О́бри Э́двардс (англ. Aubrey Edwards), — американский разработчик видеоигр и рефери в реслинге, в настоящее время выступающая в All Elite Wrestling (AEW). Она также является координатором проектов промоушена и соведущей AEW Unrestricted вместе с Тони Шавони.

## Карьера

### Индустрия видеоигр
Эдвардс имеет образование в области программной инженерии и информатики, ранее работала в индустрии видеоигр в качестве продюсера. Эдвардс ранее работала в компании 5th Cell, где более шести лет занималась серией видеоигр Scribblenauts. Она начинала как программист-инструменталист в первой игре серии, а затем стала ведущим продюсером игры Scribblenauts Unlimited для Wii U.
Эдвардс участвует в текущем развитии AEW Games.

### Рестлинг
В августе 2019 года Эдвардс провела матч за независимый промоушен 3-2-1 BATTLE в Сиэтле, Вашингтон. Выступая под именем Герл Хебнер (аллюзия на Эрла Хебнера), она в команде с Декстером Беккетом проиграла «Легиону мрака».
В августе 2019 года Эдвардс вошла в историю на шоу AEW All Out, став первой женщиной, судившей матч за звание чемпиона мира по рестлингу на pay-per-view. Она подписала контракт с AEW 1 сентября 2019 года, став первой в промоушене женщиной-рефери на полный рабочий день.

## Личная жизнь
Прежде чем стать рефери в рестлинге, Эдвардс 21 год занимался классическим балетом. Первое рестлинг-шоу, которое она посмотрела — WrestleMania XXVII.